# Королівські Її Величності улани
Королівські Її Величності улани (англ. Queen's Royal Lancers) — кавалерійський полк Британської армії, сформований у 1993 році внаслідок злиття 16-х/5-х та 17-х/21-х уланів. У 2015 році був об'єднаний з 9-ми/12-ми уланами у Королівські улани.

## Історія
Спочатку він був танковим полком, на озброєнні якого перебували танки Челенджер-1, а потім Челенджер-2. У 2005 році, у ході реорганізації збройних сил, полк було переформовано у розвідувальний, на озброєнні якого перебували броньовані розвідувальні машини FV107 Scimitar.
Полк складався з чотирьох ескадронів, кожен із яких наслідував попередні полки:
- 16-й ескадрон;
- 17-й ескадрон;
- 21-й ескадрон;
- 5-й ескадрон.